# Natércia Cipriana Coelho da Silva
Natércia Cipriana Coelho da Silva ist eine osttimoresische Diplomatin.
Am 14. April 2008 erhielt Silva die Ernennung als Direktorin der Abteilung Multilaterale Angelegenheiten der Nationalen Direktion für Außenbeziehungen im Außenministerium Osttimors.
Am 15. September 2023 wurde Silva von Präsident José Ramos-Horta als erste Botschafterin und Ständige Vertreterin Osttimors beim ASEAN vereidigt. Zuvor übernahm der osttimoresische Botschafter in Indonesien diese Aufgabe. Die Ernennung war am 11. September erfolgt. Ihren Amtssitz hat Silva in Jakarta.